# نازوك
نازوك (بالأرمنية: Nazook) هي لفائف معجنات أرمنية تُسمى أيضًا باسم غاتا.

## طريقة التحضير
تُحضر من الدقيق، والزبدة، والسكر، والقشدة الحامضة، والخميرة، وخلاصة الفانيليا، والبيض، مع حشوة، «خوريز» التي تُحضَّر غالبًا من المكسرات، وخاصة الجوز، هناك أيضًا نوع اخر يُستخدَم فيه عصير الليمون، والعنيبية الحامضة.